# Ceresium decorum
Ceresium decorum là một loài bọ cánh cứng trong họ Cerambycidae.